# Zonnevlek

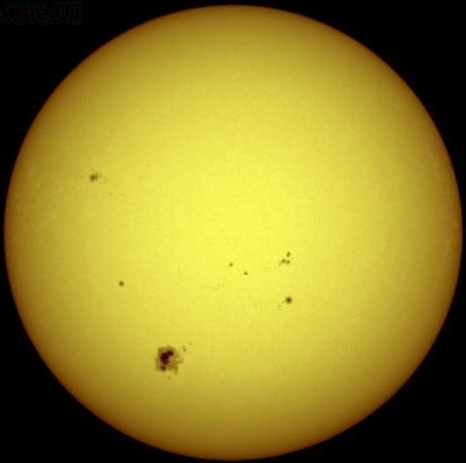
De zon met zichtbare zonnevlekken (1992)

Zonnevlekken zijn relatief donkere vlekken op het oppervlak van de zon. Het oppervlak van de zon vertoont periodiek donkere vlekken. De zonnevlekken hangen samen met relatief koelere plekken op de zon. Deze relatieve afkoeling wordt veroorzaakt door sterke magneetvelden die de convectie van plasma bemoeilijken. Daardoor wordt de warmteaanvoer vanuit het binnenste van de zon tijdelijk verminderd. Na verloop van tijd verdwijnen de zonnevlekken weer. Meestal verschijnen zonnevlekken in paren, elk met een tegenovergestelde magnetische pool.
Het aantal zonnevlekken is een maat voor de activiteit van de zon: hoe meer er te zien zijn, hoe actiever de zon. Een actieve zon produceert korte explosies van energie waarbij geladen deeltjes vrijkomen. Als die deeltjes de aardse atmosfeer binnendringen, kunnen ze poollicht veroorzaken. De kans op poollicht is het grootst in jaren met veel zonneactiviteit.
Gemiddeld om de elf jaar, in een "actieve" periode, wisselen de magnetische polen van de Zon van plaats. De laatste twee maal dat dit gebeurde waren eind december 2013 en januari 2025. De poolverschuiving vindt altijd plaats op het zonnemaximum, de periode van de grootste zonneactiviteit in de elfjarige zonnecyclus van de Zon.

## Achtergrond

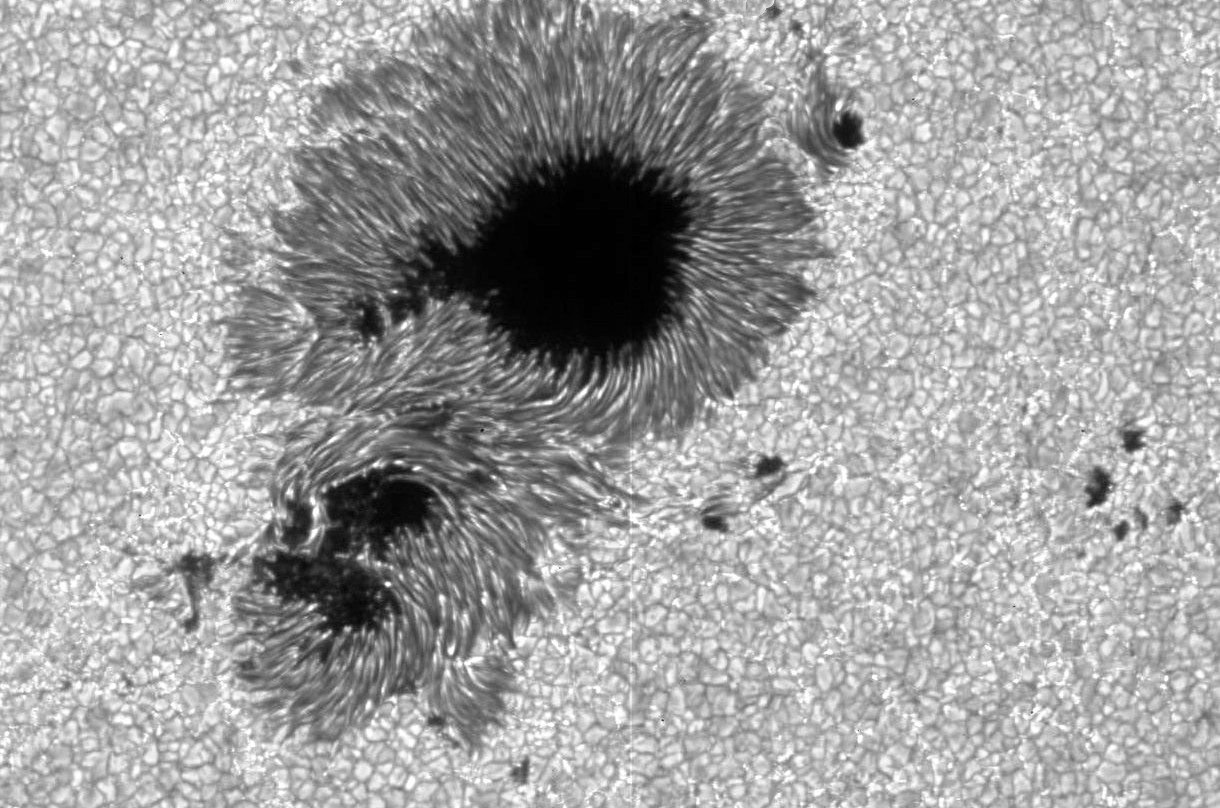
Detailopname van een zonnevlek (2006)

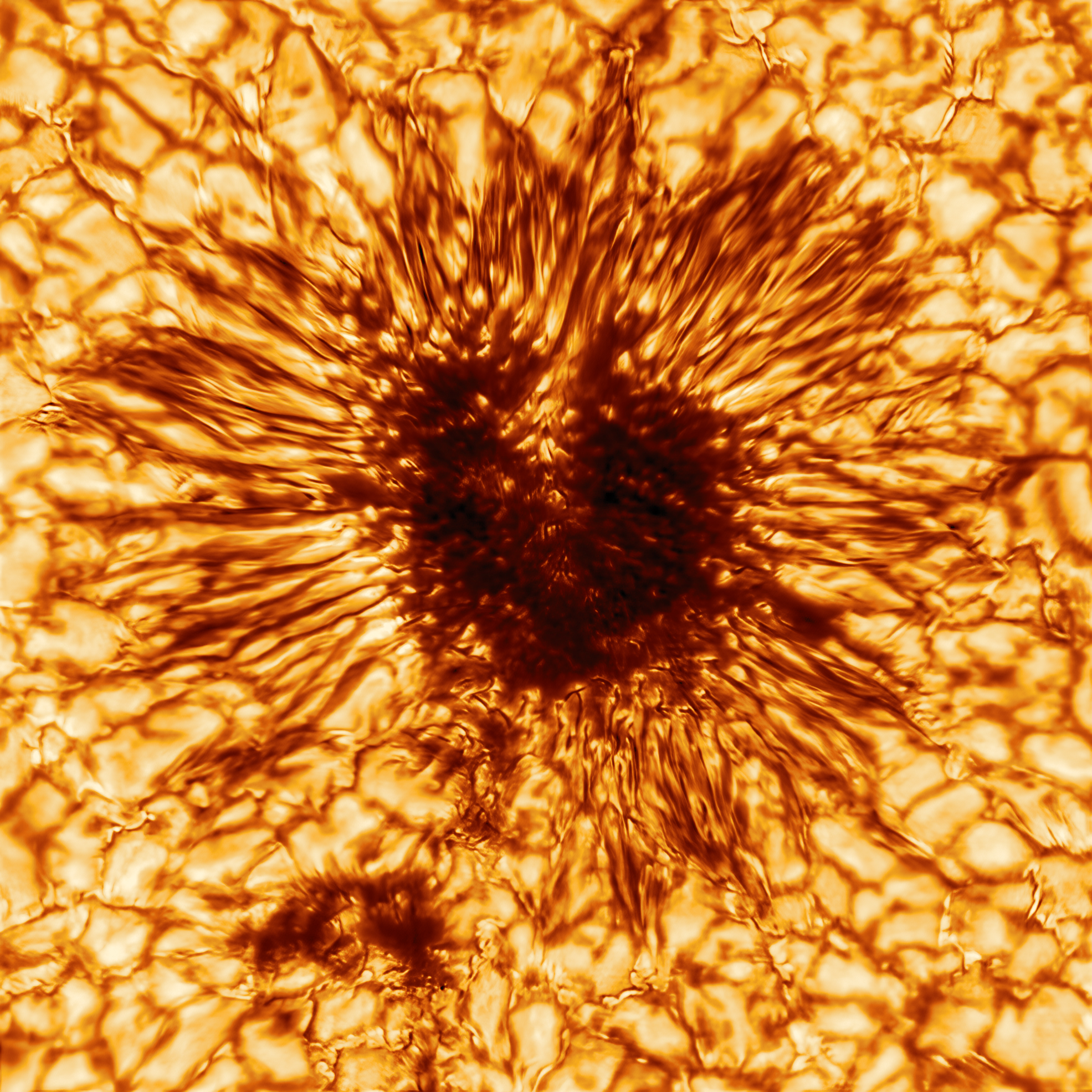
Zonnevlek

Een zonnevlek mag ten opzichte van de rest van de Zon een donkere plek zijn, in het midden is die nog altijd 5000 keer zo helder als de volle maan.
Heel kleine vlekken, die ook wel poriën worden genoemd, ontstaan in een paar minuten en kunnen na een paar uur alweer verdwenen zijn. Hun middellijn is niet veel groter dan die van een paar granulatiekorrels bij elkaar. De vlekken zitten in groepjes van 10 tot wel groepen van meer dan 100 vlekken. Zo'n grote zonnevlekkengroep verandert voortdurend van uiterlijk, maar kan een paar weken, soms zelfs enige maanden zichtbaar blijven.
De zonnevlekken bewegen van oost naar west over de zonneschijf. Deze beweging is schijnbaar, want net als alle andere hemellichamen draait ook de Zon om haar as. Zonnevlekken die ter hoogte van de zonne-equator liggen bleken in ongeveer 25 dagen eenmaal om de Zon te bewegen, terwijl vlekken op hogere breedte er soms meer dan 30 dagen over doen.
Zonnevlekken hebben een temperatuur die ongeveer 1000 tot 1500 graden lager ligt dan die van hun omgeving. Op de plaats van de vlekken heerst een sterk magneetveld. Bij zonnevlekkengroepen die zich op het noordelijk halfrond van de Zon bevinden, vertoont de eerste vlekkengroep een magnetische noordpool en de volgende een zuidpool. Bij de vlekkengroepen op het zuidelijk halfrond is dit juist andersom.
Er bestaan verschillende grootteklassen van zonnevlekken, die worden aangeduid met een letter van A tot J.
- Een vlek van het type A bestaat uit een paar poriën, die zich verder ontwikkelen, maar na korte tijd weer geheel kunnen zijn verdwijnen.
- Een B-vlek toont vele grotere zonnevlekkengroepen: ze bevat twee zwaartepunten of polen. In zulke tweepolige zonnevlekken komt het ene centrum met een magnetische noordpool overeen, het andere met een magnetische zuidpool.
- Bij een C-vlek is er nog weer iets bijzonders te zien: een van de twee hoofdvlekken heeft een zogenaamde hof, een niet helemaal donker veld, dat een gestreept patroon vertoont. Grote zonnevlekken hebben altijd een hof. De temperatuur in een vlekkenhof (penumbra) is aanzienlijk hoger dan die in de kern van de vlek. Het temperatuurverschil bedraagt soms meer dan 1000 graden.
- De uitgebreidste zonnevlekkengroepen die wij kennen, zijn van het type F. Ze omvatten vaak meer dan honderd zonnevlekken.
- De vlekken van type H en J zijn het langst zichtbaar, soms enkele maanden.

De hoeveelheid en de momenten waarop de meeste zonnevlekken te zien zijn, hangt af van de zonnecyclus, die elf jaar duurt. Tijdens een zonnevlekkenminimum is er wekenlang geen vlek te zien. Bij een maximum zijn er honderden te zien en soms jaren na het maximum zijn er met het blote oog nog grote zonnevlekken te zien. De zonneactiviteit kan worden uitgedrukt in het Wolf-getal.

## Ontstaan
Aangezien de Zon uit fluctuerende gassen bestaat, beweegt het zonneoppervlak niet uniform: de equatoriale gebieden van de Zon draaien in een ongeveer 25-daagse cyclus om de rotatieas van de Zon, terwijl daar op de polaire breedtegraden wel 30 dagen of meer voor nodig zijn. Hierdoor komt het in de loop van een cyclus tot vervormingen van het - aanvankelijk bipolaire magnetisch veld in het binnenste van de zon. Er ontstaan lokale veldbogen, die door de fotosfeer heenbreken en hun materie in de corona slingeren; de daaruit voortvloeiende afkoeling van het oppervlak wordt als een zonnevlek zichtbaar. Waar de veldlijnen loodrecht op het zonneoppervlak staat is het zonneoppervlak op zijn donkerst (umbra), waar zij schuin ten opzichte van het zonneoppervlak verlopen, is het minder donker (penumbra).
Aangezien zonnebogen elk een ingangs- en een uitgangspunt hebben, komen zonnevlekken vaak in paren voor. De vooruitlopende zonnevlek (Engels: leading spot) ligt dichter bij de zonne-evenaar dan de achterlopende zonnevlek (trailing spot); deze afwijking neemt af met de toenemende afstand tot de polen van de Zon. De polariteit van de vooruitlopende zonnevlek komt overeen met die op het halfrond waar deze vlek ontstaat; voor de achterlopende zonnevlek geldt het tegendeel.
Later in de zonnevlekcyclus ontstaan er steeds vaker zonnevlekken; deze zijn ook steeds groter (groepsvorming). Op het laatst verzamelen zij zich aan de evenaar, waar zij elkaar grotendeels neutraliseren; de rest van de gemagnetiseerde gasvelden wordt naar de polen gedreven: het gezamenlijke magnetische veld van de Zon wordt weer uniform (bipolair), maar nu met omgekeerde polariteit.
De exacte eigenschappen van de hier aan ten grondslag liggende zogenaamde zonnedynamos zijn nog niet volledig opgehelderd.
Zonnevlekken worden meestal omgeven door faculae of plages: hete regio's die hoog-energetische straling uitzenden. Als het tot een "kortsluiting" van de veldbogen komt, stort het magnetisch veld abrupt in elkaar en komt het aangrenzende plasma vrij; het gevolg is een coronale plasmawolk.

## Geschiedenis

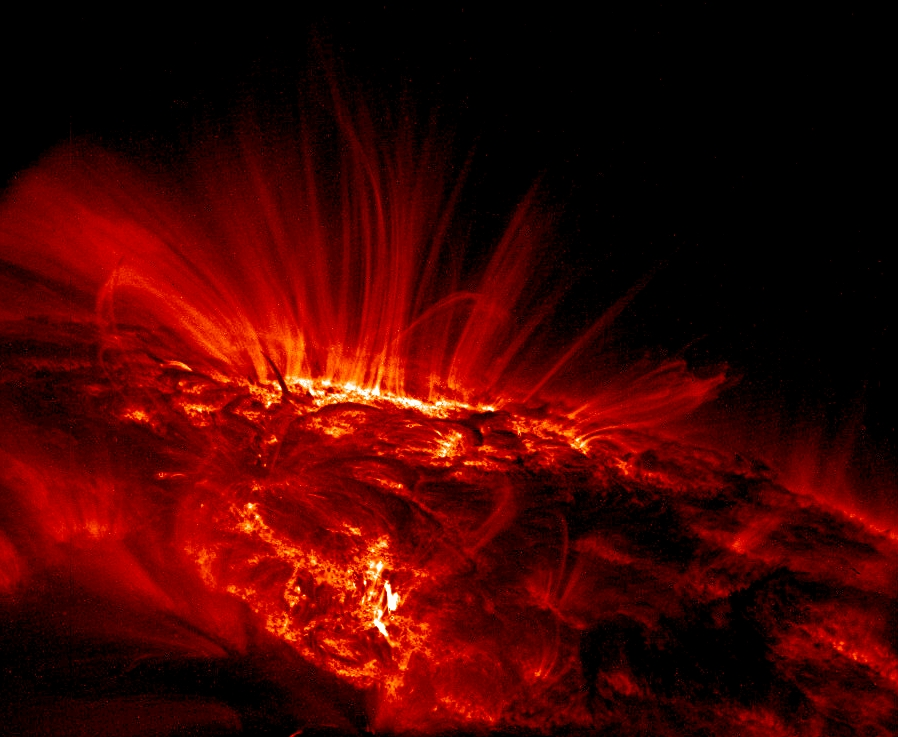
Een zonnevlek (het heldere gebied nabij de horizon) in ultraviolet licht (2000)

### China
Het oudst overgeleverde verslag van de waarneming van een zonnevlek dateert uit 364 v.Chr. De Chinese astronoom Gan De maakte opmerkingen over dit fenomeen in een stercatalogus. Rond 28 v.Chr. werden waarnemingen door Chinese astronomen van zonnevlekken regelmatig opgenomen in de officiële keizerlijke archieven. Tot rond 1500 waren er honderden beschrijvingen van zonnevlekken.

### Klassieke oudheid en Middeleeuwen
Een eerste duidelijke vermelding van een zonnevlek in de antieke literatuur dateert van rond 300 v.Chr.. De auteur is de Oud-Griekse geleerde Theophrastus, een student van Plato en Aristoteles en de opvolger van die laatste aan het Atheense Lyceum. Een recentere observatie van een zonnevlek dateert van 17 maart 807 en is van de hand van de Benedictijner monnik Adelmo, die een grote zonnevlek waarnam die acht dagen zichtbaar bleef. Adelmo concludeerde echter ten onrechte dat hij een planetaire overgang van Mercurius voor de Zon langs waarnam. Bij de dood van Karel de Grote in 813 maakte zijn kroniekschrijver Einhard melding van een grote zonnevlek. Uit de 12e eeuw zijn twee waarnemingen bekend; een zonnevlek uit 1129 werd beschreven door Johannes van Worcester. Later in de eeuw deed Averroes hetzelfde. Totdat Galileo in 1612 de juiste verklaring gaf, werden dergelijke waarnemingen als planetaire overgangen geïnterpreteerd.

### Vroege zeventiende eeuw
Na de uitvinding van de zogenaamde Hollandse kijker rond 1608 kwam het onderzoek naar zonnevlekken in een stroomversnelling. Een van de eerste gedetailleerde waarnemingen van zonnevlekken werd in 1611 beschreven door de Oost-Friese natuurwetenschapper Johannes Fabricius. Hij toonde aan dat de Zon om een denkbeeldige as draaide. Over de aard van zonnevlekken bestond in die tijd nog veel onduidelijkheid. Galileo Galilei dacht dat de vlekken uit wolken bestonden. De Duitse priester Christoph Scheiner projecteerde een beeld van de Zon op een wit scherm. Hij zag kleine puntjes op de Zon en veronderstelde dat deze puntjes kleine planeetjes waren.
In Groot-Brittannië krijgt de Engelse sterrenkundige Thomas Harriot de eer de eerste te zijn geweest die zonnevlekken waarnam. Tussen 1610 en 1613 deed hij bijna 200 observaties. Uit deze waarnemingen kon hij de rotatiesnelheid van de Zon berekenen.

### Achttiende en negentiende eeuw
In de 18e eeuw sprak de Deense astronoom Christian Pedersen Horrebow het vermoeden uit dat sommige verschijningen van zonnevlekken, wat hun frequentie betrof, een zekere periodiciteit laten zien. In het Goschen-deel Astrophysik van W.F. Wislicenus uit 1899 (1e editie) en in die uit 1909 (3e door Hans Ludendorff herziene editie) staat hierover het volgende citaat.

In 1775 sprak Horrebow het vermoeden uit de zonnevlekken wat betreft de frequentie dat deze zich laten zien, een zekere periodiciteit vertonen. Dit vermoeden werd in 19e eeuw bevestigd door het onderzoek van Schwabe.

Aan het eind van de 18e eeuw veronderstelde William Herschel dat de Zon uit een donkere kern zou bestaan, die werd omgeven door een fotosfeer die af en toe scheurde, waardoor het donkere oppervlak onder de fotosfeer zichtbaar werd.
Na zeventien jaar waarnemingen te hebben gedaan poneerde de Duitse astronoom Samuel Schwabe in 1843 dat de zonnevlekken een cyclus vertoonden. Hij veronderstelde dat een cyclus tien of elf jaar duurt.

## Invloed van zonnevlekken op het klimaat

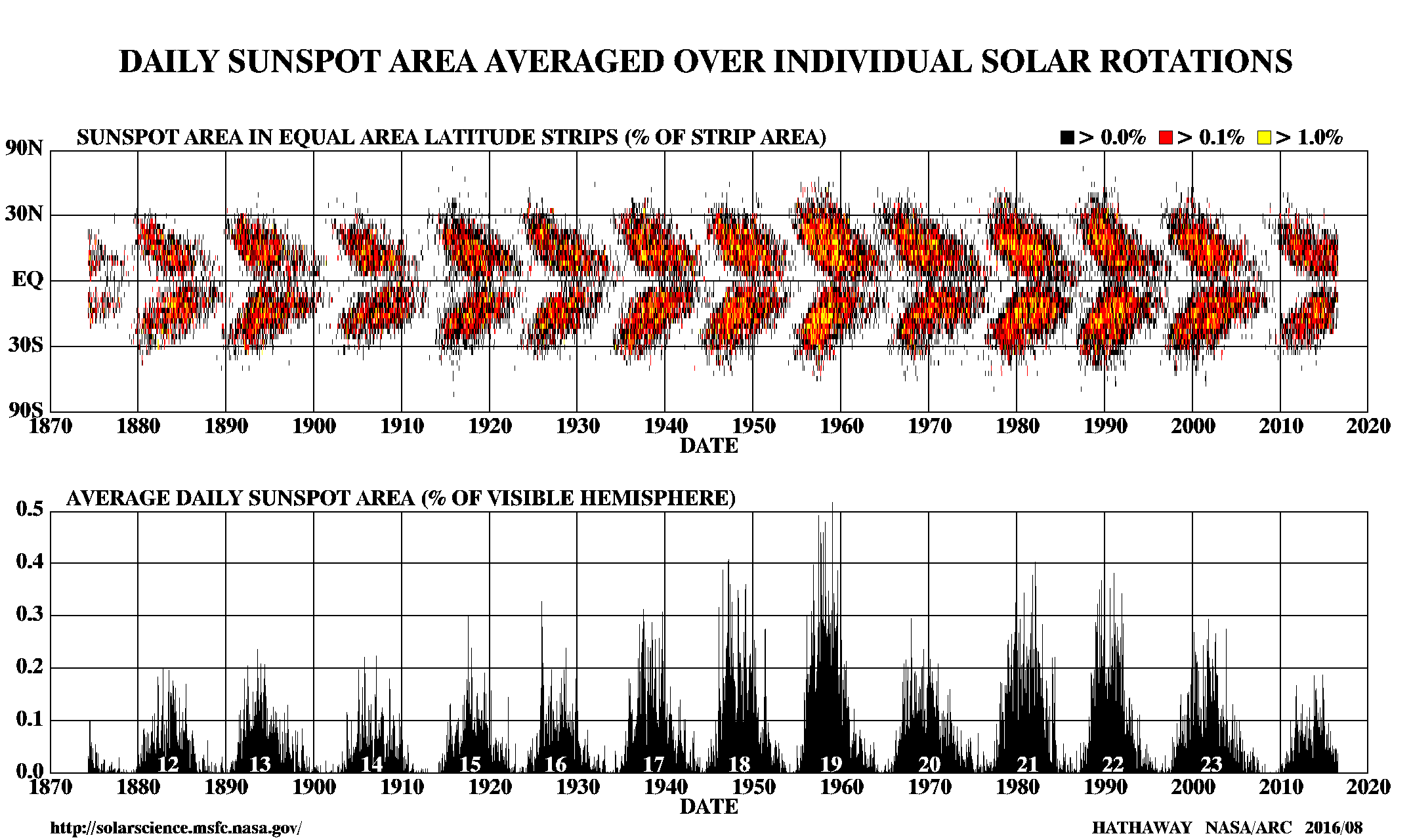
De cycli van 11 jaar

Diagram van het gereconstrueerde aantal zonnevlekken per jaar voor de laatste 12.000 jaar

### Elfjarige cyclus
Uit het poollicht blijkt dat de energie-uitbarstingen op de Zon invloed hebben op de aardse atmosfeer. De vraag is of de veranderlijke activiteit van de Zon ook merkbaar is in het klimaat. De elfjarige cyclus en ook langere cycli zouden dan terug te vinden moeten zijn in de registraties van het weer of andere factoren. Onderzoekers zijn al meer dan een eeuw op zoek naar mogelijke verbanden. Zo valt de Kleine IJstijd, de periode 1645-1715 waarin de winters althans in Noordwest-Europa uitzonderlijk streng waren, samen met een periode met weinig zonnevlekken. Deze periode wordt ook wel het Maunderminimum genoemd, naar de Engelse astronoom Edward Maunder. Ook dacht men aan een verband tussen het aantal zonnevlekken en de graanopbrengst.
Er spelen twee effecten een rol. De hoeveelheid zonnestraling oefent een rechtstreekse invloed uit. De geladen deeltjes van de zonnewind beïnvloeden bovendien mogelijk de vorming van druppeltjes in wolken, doordat ze als kernen dienen voor condensatie, net als in een nevelkamer.
Sinds 1979 zijn dankzij satellieten nauwkeurige waarnemingen beschikbaar, waaruit blijkt dat de intensiteit van de zonnestraling in de pas loopt met een 11-jarige cyclus van zonneactiviteit. In de gemiddelde temperatuur over de gehele wereld gezien zijn die variaties echter nauwelijks terug te vinden: ze veroorzaken variaties van ongeveer 0,03 graad. Er zijn nu aanwijzingen dat langzamere variaties in zonneactiviteit wel een merkbare invloed hebben.

### Rol bij klimaatverandering
Volgens het IPCC-rapport 2007 zijn veranderingen in de zon sinds 1750 verantwoordelijk voor een temperatuursverandering van maximaal +0,13 [tussen +0,07 en 0,33]°C. De bijdrage van de zon is klein in verhouding tot de bijdrage van de broeikasgassen: de temperatuur is sinds het begin van de twintigste eeuw met 0,7 °C toegenomen. In de eerste helft van de 20e eeuw heeft de Zon een bijdrage geleverd aan de opwarming van de aarde, maar sinds 1980 zou de Zon moeten zorgen voor een verkoelend effect, terwijl de gemiddelde temperatuur juist verder toenam.

### Stand van zaken in de laatste cyclus
De periode van een zonnevlekkenminimum (de 11-jarige periode) viel laatstelijk in 2005-2007, echter tot verwondering van vele sterrenkundigen duurde deze periode tot in 2009. "De Zon is dood" verklaarde emeritus hoogleraar Cornelis de Jager op de radio en op nu.nl: hij voorspelde om die reden het begin van een nieuwe Kleine IJstijd in 2012 of 2013. Het begin van een nieuw Maunderminimum zou aanstaande zijn werd ook gezegd op de conferentie "Solar Variability Earth’s Climate and the Space Environment" in Montana. Zelfs werd een nieuwe stadiaal verwacht. Opvallend is de opmerking daar, dat gebleken is dat in 2007 de gemiddelde temperatuur op aarde met 0,7 graad is gedaald en dat dat daarmee in verband werd gebracht.
In juni 2009 ontstonden dan eindelijk de langverwachte eerste kleine zonnevlekken van de 24ste periode. Hoewel volgens NOAA die 24ste periode al in december 2008 begonnen was. De eerste echte twee grote zonnevlekken ontstonden op 21 en 22 september 2009.

## Gevaar bij het waarnemen van zonnevlekken
Zonder bescherming met het blote oog, een verrekijker of telescoop naar de Zon kijken, kan tot blijvende beschadiging van het oog en zelfs tot blindheid leiden. Ook een zonnebril biedt veel te weinig bescherming. Men kan een beeld van de Zon echter wel met een telescoop op een scherm projecteren of de Zon door een speciaal hiervoor geschikt filter bekijken.